# Нікодемус Тессін старший
Нікодемус Тессін старший (швед. Nicodemus Tessin den äldre; 7 грудня, 1615, Штральзунд, Померанія, Німеччина — 24 травня, 1681, Стокгольм, Швеція) — відомий шведський архітектор доби раннього бароко, німець за походженням.

## Життєпис

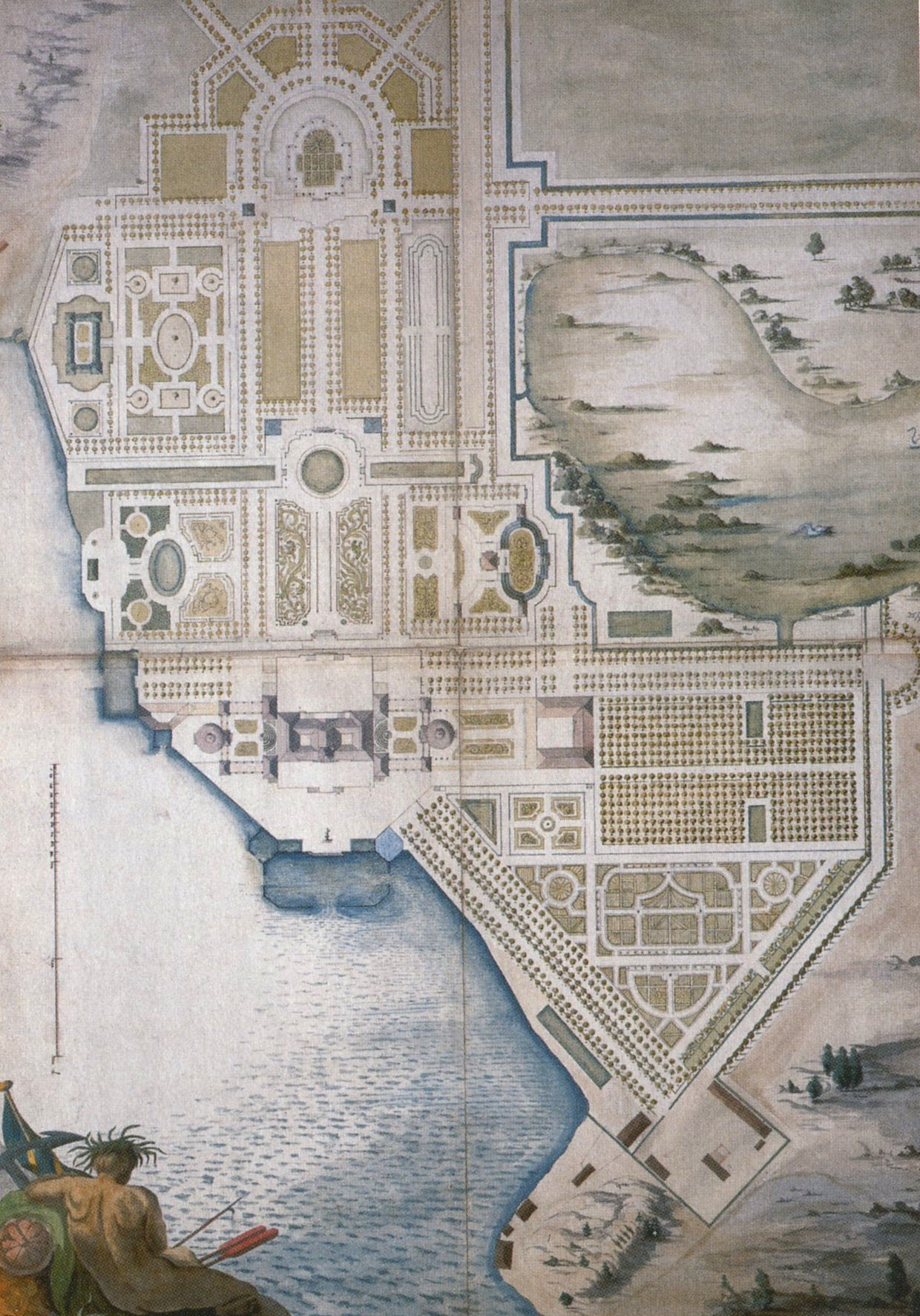
Нікодемус Тессін старший. Палацово-парковий ансамбль Дроттінхольм. Проект

Нікодемус Тессін народився у Померанії. Там же отримав первісну освіту військового інженера. Прибув у Швецію як будівельник і інженер-фортифікатор молодою особою. Працював помічником в команді архітектора Симона де ла Валле (1600—1642), шведа французького походження. Архітектурну практику міг отримати на ремонтах замку Хосельбі. Симон де ла Валле загинув від численних ран, отриманих від бандиткуватого аристократа Еріка Оксеншерни. Еріка від смертної кари уберегли аристократичне походження та великий грошовий стяг, виплачений за скоєне убивство.
По смерті Симона де ла Валле зберіг непогані стосунки з його сином Жаном де ла Валле.
Працював інженером і архітектором за замовами шведського магната Акселя Оксеншерна. Магнат відправив архітектора-початківця у освітню подорож, коли Нікодемус Тессін відвідав Німеччину, Італію, Францію та Нідерланди. Засвоївши новітню стилістику бароко, він повернувся до Швеції.
Серед перших творів архітектора праця у замку-палаці Врангель у Стокгольмі та в замку-палаці Скоклостер. Брав діяльну участь у створенні королівського замку-палацу Дроттінгольм.
20 липня 1674 року наказом короля Швеції був введений у статус шведського дворянства. Мав сина, що теж став архітектором (Нікодемус Тессін молодший).
Архітектор Нікодемус Тессін старший помер у Стокгольмі 24 травня 1681 року.

## Вибрані твори

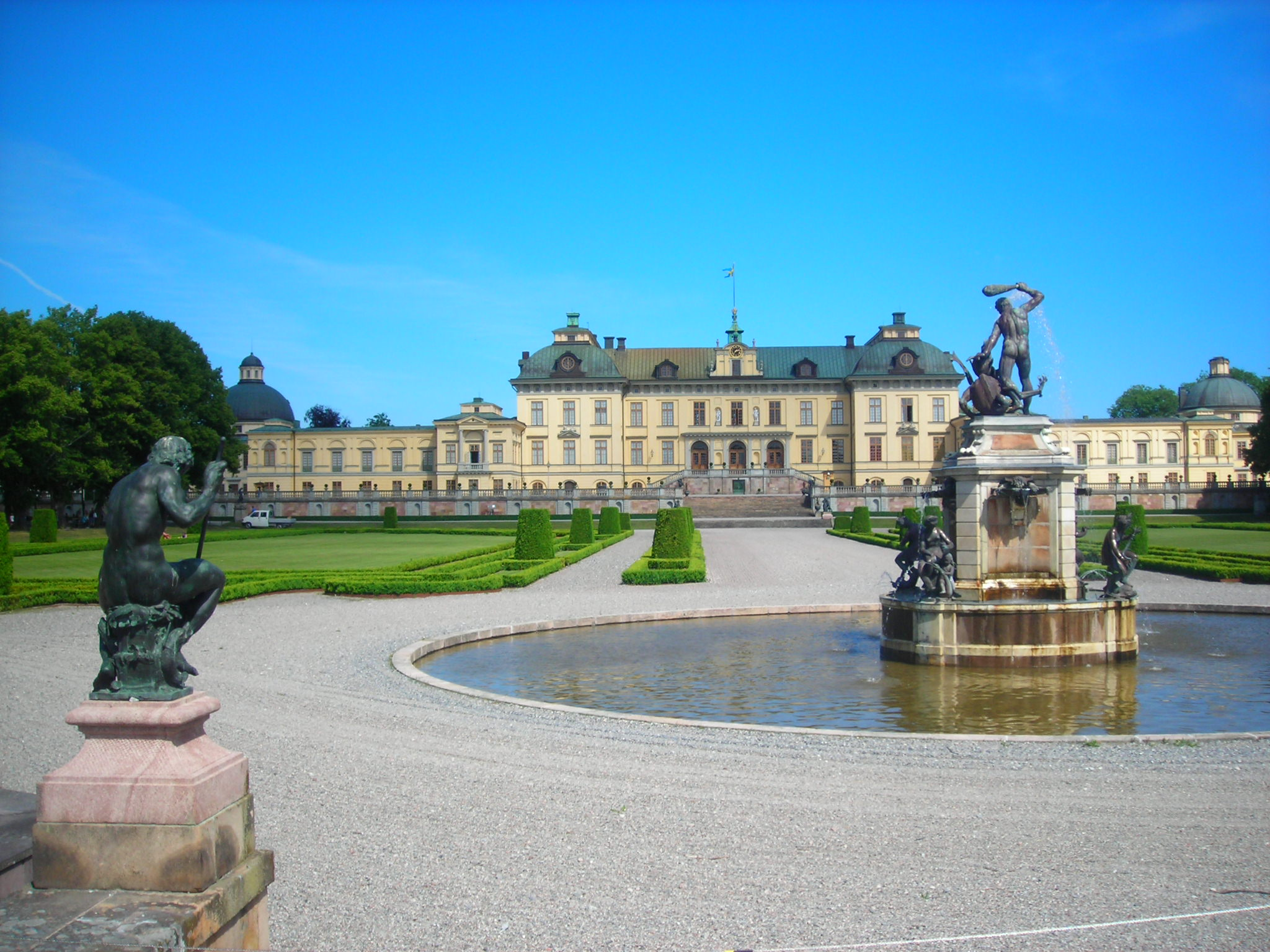
Сад бароко і замок-палац Дроттінхольм, Стокгольм

- Палац Дроттінхольм
- Замок Хосельбі
- Замок Боотска
- Замок Боргхольм
- Замок Скоклостер
- Замок Врангель (Стокгольм)
- Собор Кольмара

## Вибрані споруди архітектора

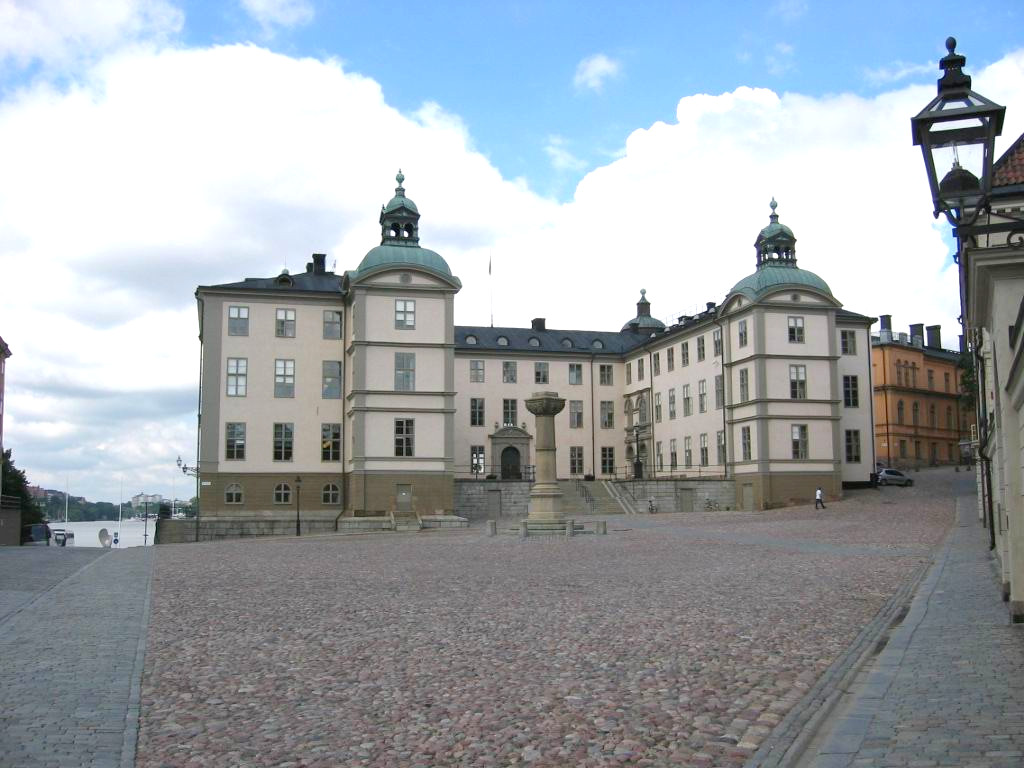
Замок-палац Врангель у Стокгольмі.
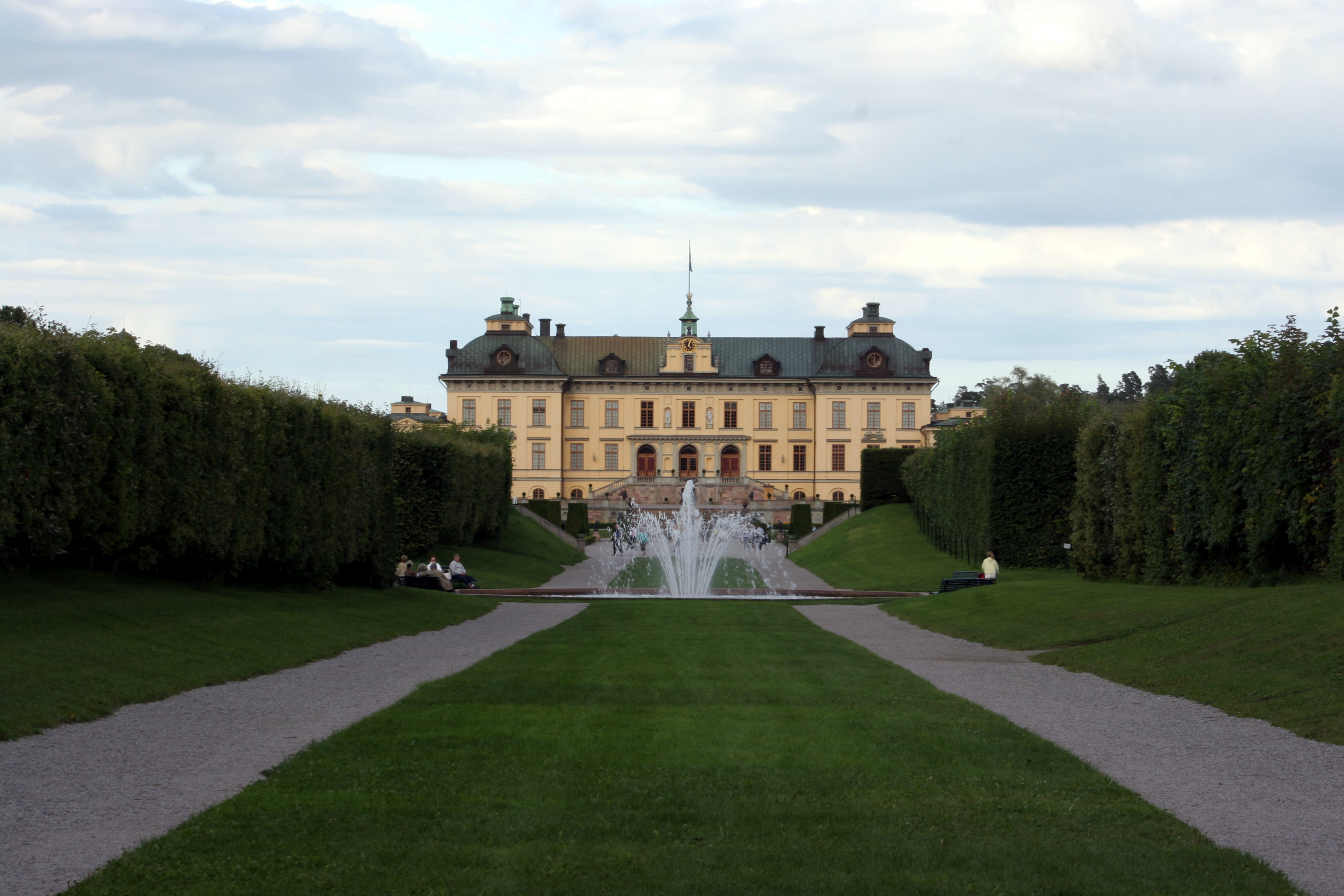
Королівський палац Дроттінгольм з боку парку
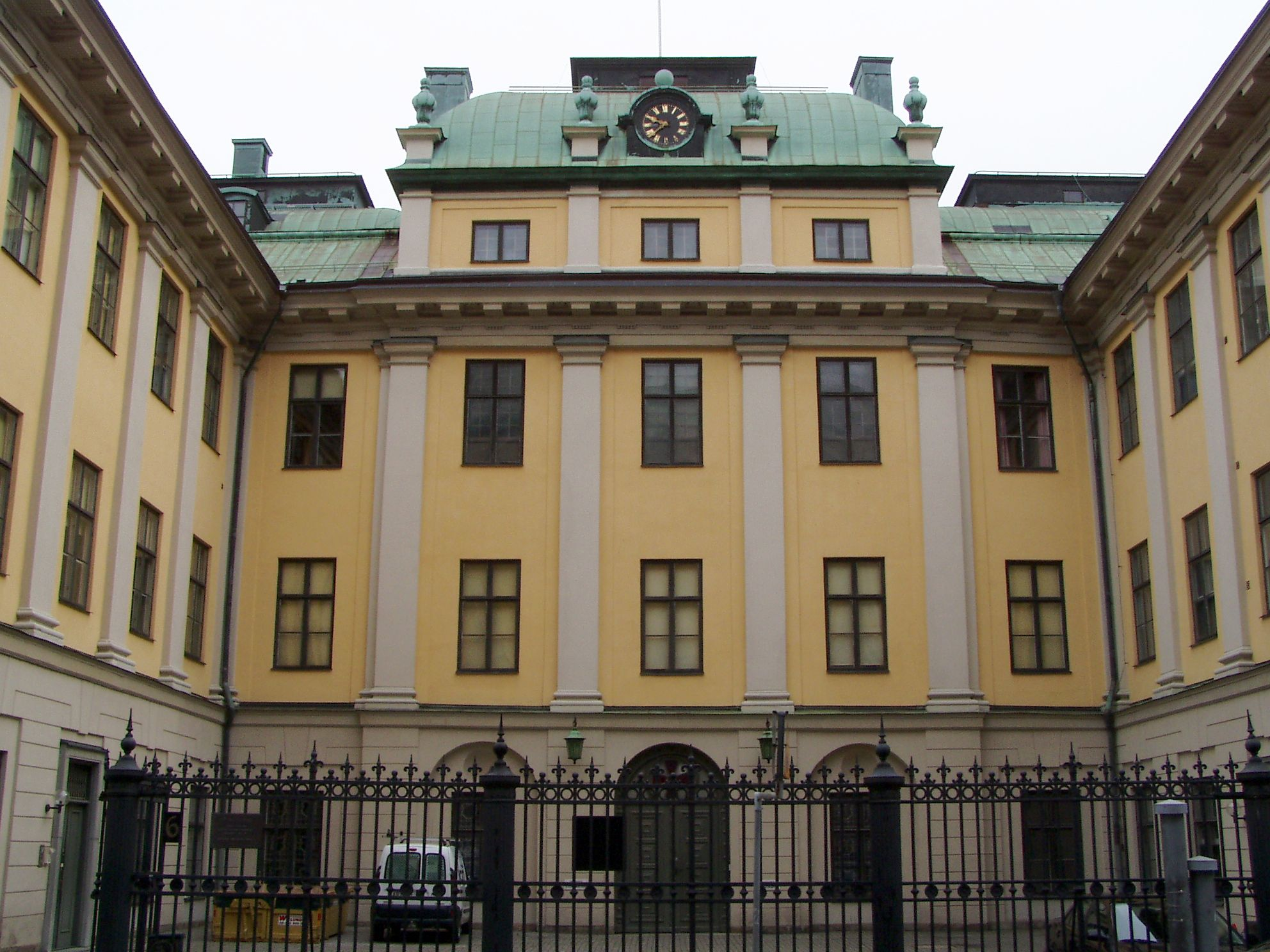
Палац Боотска Стокгольм.
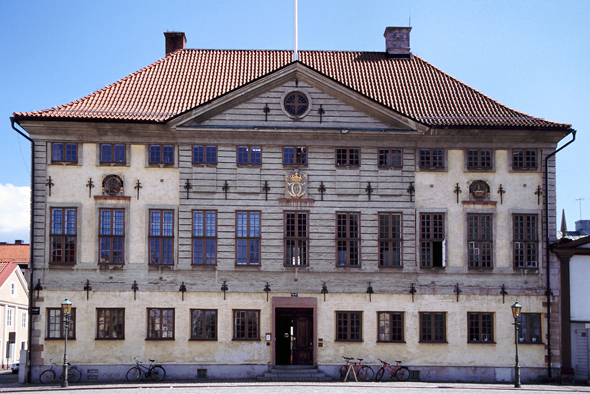
Ратуша, Кальмар, Швеція
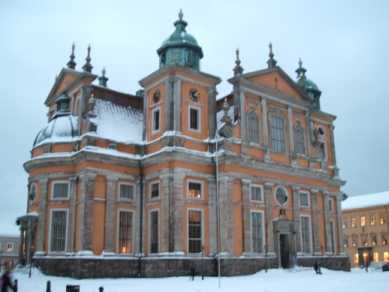
Собор , Кальмар, Швеція